# Die nächtliche Erleuchtung des Staatsdieners Varamo
Die nächtliche Erleuchtung des Staatsdieners Varamo ist eine Novelle des argentinischen Schriftstellers César Aira. Das Buch wurde 2002 in Barcelona unter dem Titel Varamo veröffentlicht und erschien 2006 auf Deutsch. Ort der Handlung ist Colón im Jahr 1923, wo Varamo, Schreiber in einem in Colón untergebrachten Ministerium des 1903 gegründeten Staates von Panama, auf unvorhergesehene Weise zum Verfasser eines (fiktiven) Meisterwerks mittelamerikanischer Lyrik – Der Gesang des jungfräulichen Kindes – wird.

## Inhalt
Die Novelle wird von einem auktorialen Erzähler präsentiert (S. 5–6), der selbst vorgibt, bei seinem Erzählen dem Gestaltungsmittel der erlebten Rede folgen zu wollen und zu folgen (S. 45–49), das heißt, sich als auktorialen Erzähler verschwinden zu lassen, was er in der zweiten Texthälfte auch befolgt, bis er sich im Schlussabsatz mit einer Überlegung zu dem, was dem Kunstwerk und der Wirklichkeit gemeinsam ist, noch einmal indirekt einbringt.

Die Handlung umfasst eine Zeitspanne von zehn bis zwölf Stunden und zeigt Varamo zwischen seinem Heimweg vom Arbeitsplatz bis zum Ende seiner durchwachten Nacht, als er sein lyrisches Werk abschließt.

### Handlung
Varamo, ein 50-jähriger Junggeselle, verlässt seine Dienststelle an einem letzten Monatstag im Jahr 1923 im Ministerium, nachdem er sein Gehalt abgeholt hat. Er ist sich sehr schnell sicher, dass er zwei falsche Geldscheine ausgehändigt bekommen hat, gibt sie aber nicht zurück und fügt sich, weil er spürt, „dass in der Illegalität dieser Scheine implizit eine Aufforderung zu Stillschweigen und Diskretion lag“ (S. 7). Zwischen diesem Ereignis, das Varamo „aus seiner gewohnten Denkbahn“ reißt, und der Vollendung des Gedichts sieht der Erzähler Ereignisse wirken, die dem für rätselhaft gehaltenen Werk als „Ausgangs- und Höhepunkt der gewagten experimentellen  Sprachavantgarde'“ wie allem in der Welt eine Erklärung in Form einer ‚schlüssigen Kette von Ursachen und Wirkungen‘ geben (S. 5–6).
Beunruhigt von dem Gedanken, dass er die Geldscheine nicht als Zahlungsmittel in Umlauf bringen kann, ohne zum Täter und kriminell zu werden, lässt er sich auf seinen gewohnten Heimweg ein. Ein Hispano-Suiza mit einem Chauffeur, der Angestellter eines Ministeriums ist und im Vermitteln von Lottoeinsätzen einen Nebenverdienst hat, hält auf seiner Höhe, und der Fahrer händigt ihm für seine Mutter einen Gewinn von 2 Pesos aus, so dass er zu regulärem Geld kommt, mit dem er sich im nachmittäglichen Marktbetrieb im Zentrum eine Süßigkeit bei einer Indiofrau kauft. Zwischen Matrosen, Prostituierten und einem Blick in die geöffnete Kathedrale stößt er auf einen Bettler, der ihn mit einer aufdringlichen Nachstellung um einen weiteren Münzbetrag bringt. Zu Hause angekommen hält er zunächst eine Siesta, aus der ihn Konservendosen aufschrecken lassen, die durch einen von ihm ungewollt ausgelösten Stoß an den Schrank, in dem sie Varamo wegen seines Junggeselleseins auf Vorrat gestapelt hat, in Bewegung geraten und herausstürzen. So setzt er seine Hobby-Beschäftigung fort, nämlich kleine Tiere einzubalsamieren, wobei es ihm im Augenblick darum geht, einen Fisch, der in einer Schüssel schwimmt, zu töten und zu präparieren, den er an ein aus Papier zusammengeklebtes Klavier als Pianisten setzen möchte. Die Einsicht, dass der Fisch sich mangels armähnlicher Vorderglieder nicht dazu gestalten lässt, bringt ihn dazu, den mit etlichen Chemikalien behandelten Fisch wieder in die Schüssel zu setzen, wo er zu seiner Verwunderung ‚verbogen, aufgebläht und monströs‘ mit Schlagseite zu schwimmen beginnt. Sein Vorgehen notiert er „in seiner eleganten englischen Profihandschrift (…), wobei er zwischen den Notizen einen Freiraum ließ und sie außerdem nummerierte, um jeden Zweifel über die Reihenfolge auszuschließen“ (S. 27). Schließlich bereitet seine senile und verwirrte Mutter, die Chinesin und Immigrantin ist, den Fisch zum Abendessen zu, dessen Verzehr Varamo in Halluzinationen und Fieber versetzt. Er versinkt in Meditationen, in denen er nach Wegen sucht, wie er seine falschen Geldscheine, ohne dass er belangt werden könnte, in Umlauf bringen kann. Denn Falschgeld hat es in dem jungen Staat noch nie gegeben, so dass er zu einem Präzedenzfall für eine ausstehende Regelung würde.
Nachdem er seine Mutter zu Bett gebracht hat, begibt er sich seiner Gewohnheit folgend ins Café. Bei einem bestimmten Wegabschnitt hört er wie immer Stimmen, die ihm wie ein „alltäglicher Anfall von Wahnsinn“ vorkommen. Er hört Einzelsätze, Halbsätze und Wörter, die für sich einen Sinn ergeben, aber insgesamt unerklärlich bleiben. Sie erscheinen ihm wie Diktate (S. 51). Jetzt kommen sie ihm besonders bedrohlich vor, da er befürchtet, dass sie auch für andere vernehmbar sind und ihn als Besitzer von Falschgeld verraten.
An einer Kreuzung ereignet sich vor seinen Augen ein Unfall: Ein kleines Auto achtet nicht auf die Vorfahrt eines großen Wagens, stößt ihn so an, dass er kippt und auf dem Dach liegen bleibt, während es selbst die Fahrt fortsetzt. Der verunglückte Wagen ist der des Wirtschaftsministers, der bei einer Kabinettsumbildung gerade Innenminister geworden ist. Er ist ohne Bewusstsein und wird in das der Unfallstelle nächstliegende Haus gebracht. Der schwarze Fahrer, der unversehrt geblieben ist, ist der gleiche, der neben der  Lotterievermittlung auch Zigarettenhandel betreibt. Er unterrichtet Varamo, dass der Unfall ein von flüchtenden Anarchisten herbeigeführtes Attentat gewesen sei. Der Minister sei nämlich als Aufsichtsperson in ein so genanntes Gleichmäßigkeitsrennen eingeschaltet gewesen, das zur Eröffnung der Straßenverbindung zwischen Colón und Panama stattfindet und bei dem es darum gehe, mit der gleichmäßigsten Geschwindigkeit das Ziel zu erreichen. Für die Polizei sei es eine gute Gelegenheit, Anarchisten festzusetzen, die sich nicht an die Vorgaben halten und in die Veranstaltung Chaos bringen wollen.
Das Haus, in dem auf ärztliche Versorgung gewartet wird, gehört zwei älteren kreolischen Damen, die dem Anschein nach zurückgezogen leben, aber in sehr umfangreiche gesellschaftliche Kontakte eingebunden sind, über die sie ihre Schmuggelware – Golfschläger für das ausländische Personal des Kanals und einheimische Beamte – verkaufen. Diese Golfschläger stammen von Schiffen, von denen sie bei der Durchfahrt durch den Kanal geholt werden, nachdem mit einer verschlüsselten Stimmenabfolge, die vom Haus der Góngoras – eine Anspielung auf den spanischen Barockdichter Luis de Góngora – gesendet wird, Verbindung aufgenommen wurde. Varamo erfährt, dass er wegen der Regelmäßigkeit seines Gangs ins Café über seine Körpermasse zum Auslöser in einem Magnetfeld wird, das den Stimmenapparat auslöst. Da die Góngoras und ihr Hausmädchen befürchten, dass der Fahrer des Ministers sich in den Besitz des Stimmencodes und seiner Apparatur bringen will, um von Haiti aus eine Bewegung in Gang zu setzen, die für die schwarze Rasse die Macht erobern soll (S. 74), geben sie Varamo das Heft mit den Aufzeichnungen der Stimmenverschlüsselungen mit, damit er sie verändere und für andere unbrauchbar mache.
Als Varamo im Café ankommt, unterhält er sich mit den drei bekanntesten Raubdruckverlegern Panamas, die nach neuen Stoffen für ihre Druckerpressen suchen, nachdem sich die an Rubén Darío gebundene Modernismowelle erschöpft hat. Als Varamo erzählt, dass er gern seine Erfahrungen als Hobby-Einbalsamierer unter dem Titel Wie man kleine mutierende Tiere einbalsamiert veröffentlichen möchte (S. 81), erklären sich die Verleger bereit dazu, ihm 200 Pesos zu zahlen, da Schreiben auch für jemanden, der ungeübt ist wie er, eine leichte Sache sei, die er binnen Stunden hinter sich gebracht haben werde.
Varamo verlässt das Café und vertreibt sich die Zeit bis Mitternacht mit einem langen, anregenden Gang durch die nächtliche Stadt, in der auch immer noch das Rennen stattfindet. Zu Hause angekommen, ist er sich sicher, was er zu tun hat, um seine falschen Pesos in echte zu verwandeln (S. 86): Er schreibt mit leichten Veränderungen die Papiere ab, die er aus dem Ministerium mitgenommen hat, nimmt als Grundmuster das Heft mit den Stimmencodes aus dem Hause der Góngoras, die er nach dem Zufallsprinzip verändert, und lässt seine Nachmittagsnotizen in entsprechende Lücken einfließen. Er wird, ohne es zu wissen, zu einem Schriftsteller, was so viel heißt wie ein „Fälscher malgré lui“, „der seine verschlüsselten Spuren hinterließ“ (S. 89). „Das Ergebnis war sein berühmtes Gedicht; nur dass es nicht wirklich ein Ergebnis war, sondern das vielmehr zum Ergebnis wurde, was ihm vorangegangen war“ (S. 90).

### Themen
Die Themen gruppieren sich um die mit der Gründung eines neuen mittelamerikanischen Staates gegebenen Fragen des gesellschaftlichen Zusammenhalts, der vor allem darunter leidet, dass es einen Überschuss europäischer Männer gibt (S. 22, 84). Das ist zunächst eine Folge des Baus des Panamakanals, traf aber zuvor schon auf den Vater Varamos zu, der als wohlhabender Kaufmann eine Chinesin zur Frau nahm. Um diese gesellschaftliche Umgebung Varamos verständlich zu machen, sieht der Erzähler die „erlebte Rede“ nicht nur als ein literarisches Mittel an, sondern sie wird für ihn zu einer „lebenswichtigen Vorrichtung der Transsubjektivität, ohne die man gar nicht verstehen würde, was im sozialen Leben vor sich geht“ (S. 45). Dabei ist sein Protagonist ein privilegiertes Mitglied dieser Gesellschaft, weil er, wenn auch nur als „drittrangiger Schreiber“ (S. 5), ein regelmäßiges Staatsgehalt bezieht und so ein bürgerliches Leben mit entsprechender Freizeit führen kann, in der er nicht nur sein ganzes Haus, sondern „ganz Colón, ganz Panama“ zu seinem Geheimlabor macht (S. 26). Seine vorherrschende Sorge bezieht sich nicht so sehr auf seine Rolle als Junggeselle, sondern auf den Umgang mit seiner schwierigen Mutter, deren einziger Halt er ist, weil bei ihr alles um die Mutter-Sohn-Einheit als „Urkonstellation“ zu kreisen scheint (S. 36).
Die Kritik sieht in diesem „intellektuellen Märchen für Erwachsene“ darüber hinaus folgende Themen angesprochen: Aira zeige, wie eine Gesellschaft wie die panamaische durch das Geld und seine ungerechte Verteilung beherrscht werde. Die öffentliche Hand sei korrupt und komme für ihre Angestellten nicht angemessen auf. Die ohne eigene Traditionen erfolgende Staatsgründung eines Staates mache Panama zur leichten Beute ausländischer Mächte und ihrer wirtschaftlichen Interessen. Die Góngora-Schwestern geben mit ihrem Schmuggel mit Mitgliedern der besseren Schichten ein Beispiel selbstverständlichen kriminellen Handelns: „Schließlich wahrte in der modernen kapitalistischen Gesellschaft jeder seine eigenen Interessen, und das Verbrechen war nur die adäquate und natürliche Form dieser Interessenwahrung“ (S. 69). „Die Raubdruckverleger, die am Schluss sein geniales Gedicht veröffentlichen werden, sind lediglich am Markt und am Geschäft interessiert, die Literatur selbst interessiert sie nicht, man schreibt, was Geld bringt.“

## Rezeption
Hans-Martin Gauger rezensierte den Roman in der FAZ als  „kurz, heiter, humorig witzig, mild satirisch, geistreich, voller realistischer Phantasie, kultiviert, gut gemacht - und eben nicht nur ‚gemacht‘, sondern auch auf schöne Weise naiv, denn dies ist ja die Schwierigkeit: Intelligenz allein genügt nicht, vielleicht ist sie nicht einmal notwendige Bedingung. Zudem ist das Buch, obwohl es fast ohne Kriminelles und Erotisches auskommt, spannend“.

Maja Rettig schrieb für literaturkritik.de, dass Aira in seinen Überlegungen zum Entstehen des Gedichts von Varamo blanken Unsinn produziere, mit dem er sämtliche literarischen Gesetze, „mit denen sich der Erzähler selbst bestens auskennt“, verletze. Sie kommt zu dem Schluss, dass „César Aira jedenfalls (…) mit dieser ‚falschen‘ Geschichte der Fälschungen ein glattweg begeisterndes Werk geschrieben (habe), an Vielschichtigkeit und gescheiter Komik nicht zu überbieten – Borges in allem ebenbürtig“.
Für den peruanischen Literaturwissenschaftler José Miguel Herbozo ähnelt die Novelle in ihren Besonderheiten den anderen Arbeiten Airas: Der Autor führe seinen Lesern die Adern und Mechanismen seiner literarischen Fiktion vor, ohne dass dabei der Gang des Erzählens Schaden leide. Nach allen unerwarteten Wendungen reflektiere die Wirkung des Zufalls nicht nur Künftiges, sondern auch eine Vergangenheit, wo aus allem in Wirklichkeit oder nach dem Willen des Autors etwas anderes werde.